# 앤터닌 스컬리아
앤터닌 그레고리 스컬리아(Antonin Gregory Scalia, /ˌæntənɪn skəˈliːə/, 1936년 3월 11일 ~ 2016년 2월 13일)는 미국의 대법관이었다.

## 약력
1957년 조지타운 대학교를 역사학 전공으로 수석(valedictorian) 졸업하고, 1960년 하버드 로스쿨을 마그나 쿰 라우데급의 우수한 성적으로 졸업했다. 1961년부터 1967년까지 오하이오주 클리블랜드의 존스 데이(Jones Day) 로펌에서 일했다. 이후 버지니아 대학교 로스쿨 교수로 재직하다 1971년부터 닉슨 행정부 통신정책국(Office of Telecommunications Policy), 포드 행정부 법무부 등에서 일했다. 1977년 학계로 돌아와 시카고 대학교 로스쿨에서 재직하다 1982년 항소법원 판사로 임명되었고, 1986년 이탈리아계 미국인으로서 최초로 연방 대법관이 되었다.
그는 독실한 로마 가톨릭교도로서 동성애와 낙태를 반대하는 보수적인 판사였고, 대법원이 동성결혼 합헌 결정을 내릴 때 반대표를 던졌다. 그는 2016년 2월 텍사스주 어느 리조트 호텔에서 의문의 변사체로 발견되었다. 경찰은 사체를 부검하지 않은채 자연사로 발표하였고 언론들은 그의 죽음에 의문을 제기했다.